# Кецеровці
Кецеровці (словац. Kecerovce) — село в окрузі Кошиці-околиця Кошицького краю Словаччини. Площа села 13,81 км². Станом на 31 грудня 2016 року в селі проживало 3389 жителів.

## Історія
Перші згадки про село датуються 1567 роком.

## Географія
Протікає річка Трстянка.

## Населення
| Рік:            | 1994. | 2004.    | 2014.    | 2024.    |
| --------------- | ----- | -------- | -------- | -------- |
| Кількість осіб: | 1937  | 2582     | 3283     | 4076     |
| Різниця:        |       | +33,29 % | +27,14 % | +24,15 % |

| Рік:            | 2023. | 2024.   |
| --------------- | ----- | ------- |
| Кількість осіб: | 3973  | 4076    |
| Різниця:        |       | +2,59 % |